# Resident Evil: The Darkside Chronicles
Resident Evil: The Darkside Chronicles es un videojuego de disparos sobre raíles desarrollado por Capcom y Cavia exclusivo para la consola Wii. Aunque posteriormente fue lanzada una versión remasterizada con gráficos HD para la consola PlayStation 3.

## Historia
El videojuego se centra mayormente en los sucesos ocurridos en Resident Evil 2,y Resident Evil Code: Veronica. Los protagonistas son: Leon S. Kennedy, Claire Redfield, Steve Burnside y Jack Krauser. A diferencia de los originales, este videojuego cuenta lo que no se reveló en el transcurso de Resident Evil 2 y Resident Evil Code: Veronica X. Los personajes Ada Wong y Sherry Birkin están junto con Leon y Claire, y todos cooperan para sobrevivir. También hay una historia nueva que se sitúa en Sudamérica, donde el jugador controla a Leon con el que fue su antiguo compañero: Jack Krauser.

## Desarrollo
Resident Evil: The Darkside Chronicles es el sucesor de Resident Evil: The Umbrella Chronicles, en el cual los diseñadores se basaron para crear esta versión. Capcom destacó que el juego ofrecería una experiencia más intensa y envolvente que Resident Evil: The Umbrella Chronicles. Con el anuncio de la noticia, Capcom facilitó imágenes del juego y el primer tráiler.
En la exposición E3 game trailers se ofreció un nuevo tráiler en el que se observa a Claire Redfield y a Steve Burnside en la isla Rockford, en el palacio vemos a Alfred Ashford, y al final del tráiler podemos ver a Alexia Ashford en una cápsula de laboratorio abriendo los ojos.

## Capítulos
- Operación Javier

Es el primer capítulo de Resident
Evil: The Darkside Chronicles,
se centra en Leon S. Kennedy
cuatro años después de los acontecimientos de
Resident Evil 2. Jack Krauser,
un agente del gobierno, acompaña a Kennedy a un
pueblo de América del Sur para buscar a Javier Hidalgo, ex capo de la droga con
lazos a la Corporación
Umbrella. Ellos pronto
descubren que el pueblo ha sufrido un brote viral y está
plagado de zombis y armas bio-orgánicas mutantes
(B.O.W.s). Los dos luchan con las criaturas y
encuentra a la hija de Javier, Manuela, que se compromete a guiarlos a través de la selva. Manuela
revela que su padre la trataba con el virus Veronica para curar una enfermedad
terminal. El grupo llega a la mansión y lucha con olas de
B.O.W.s experimentales de
Javier. Se enncuentran con Hilda, la madre de Manuela, que se
transforma en un monstruo voraz después de sucumbir
ante el virus Veronica. Kennedy
despacha a Hilda, pero Krauser queda dañado
gravemente de su brazo durante la batalla. Javier intenta aniquilar a
Kennedy y Krauser mediante la fusión con un B.O.W.s masivo
llamado V-Complex. Manuela a su vez utiliza el virus Veronica de su brazo, y ayuda a
Kennedy y Krauser a derrotar a Javier. Al final los tres escapan
en un helicóptero.
- Memorias de una ciudad perdida, de RE2

Este escenario re-cuenta los
acontecimientos de
Resident Evil 2, que conduce hasta cuando Leon y Claire
destruyen 'G' (a William Birkin mutado). Claire Redfield y Leon S. Kennedy
acaban de llegar a la ciudad de Raccoon, cuando se enteran de que la ciudad ha
sido infestada de zombis y otros monstruos. Ellos
deciden ir a la estación de
policía, con la esperanza de
encontrar respuestas y descubrir la relación de
Umbrella en los hechos. La
propia hija de Birkin, Sherry, se convierte en su objetivo y
Leon y Claire deben
protegerla de
mutar por su G-Virus.
Durante todo el tiempo es acosada por un poderoso Tyrant y hacer frente a la misteriosa orden del día de
Ada Wong.
- El juego del olvido, de RECVX

Un resumen de Resident Evil Code: Veronica, donde Claire Redfield y Steve Burnside
permanecen juntos y tratan de escapar de la isla Rockfort en un hidroavión,
mientras que tienen que lidiar con el psicótico Alfred
Ashford, y, finalmente, su
hermana Alexia. Claire y Steve finalmente se
separaron y Chris llega a ayudarla, antes de enfrentarse a Alexia. En esta iteración de la historia, su padre Alexander Ashford
hace su primera aparición física, en un video, antes de
convertirse en el monstruo conocido como Nosferatu.
- Operación Javier «Pensamientos de Jack Krauser»

"En la oscuridad" es
un escenario oculto en el
juego que se centra en Jack Krauser durante la
Operación Javier. Krauser narra sus pensamientos
mientras ayuda a Leon Kennedy a luchar en su camino a
través de las oficinas
centrales de Javier. Después de una feroz batalla con un
B.O.W, Krauser daña
gravemente su brazo y se ve obligado a recurrir a la
ayuda de Kennedy para la
supervivencia. Que en última instancia derrotar a Javier,
pero Krauser se considera
físicamente incapaz de continuar su servicio militar.
Él se encapricha con la idea de que los virus de Umbrella
mutagénicos pueden
otorgar un poder ilimitado, y deja al gobierno para buscar
a Albert Wesker.

## Personajes
En Recuerdos de una ciudad perdida
Transcurre en el año 1998
- Leon S. Kennedy
- Claire Redfield
- Ada Wong
- Sherry Birkin
- William Birkin
- Annette Birkin
- Ben Bertolucci
- Brian Irons
- Hunk
- Marvin Branagh
- Robert Kendo

En El juego del olvido
Transcurre en el año 1998
- Claire Redfield
- Chris Redfield
- Steve Burnside
- Alfred Ashford
- Alexia Ashford
- Alexander Ashford
- Albert Wesker

En Operación Javier
Transcurre en el año 2002
- Leon S. Kennedy
- Jack Krauser
- Manuela Hidalgo: Esta muchacha con ropajes ensangrentados es la única sobreviviente del virus que asola su pueblo. Su padre, para salvarle la vida de una enfermedad, le inyecta el virus T-Veronica. Es una chica de 16 años que trata de sentir su pena y prefiere morir como humana, y no como un monstruo.
- Javier Hidalgo: Es el padre de Manuela. Compró el virus T-Veronica a Wesker, y lo propagó por todo el pueblo. Es el objetivo de la misión.
- Albert Wesker: En el final del episodio adicional de Krauser se ve claramente que él está en una montaña observando cómo acaban con la transformación de Javier.

## Armas
- Cuchillo

Arma predeterminada como la pistola, sólo que ésta puede ser usada en cualquier momento al apretar el botón A y mover el mando de Wii. Es muy útil cuando se trata de enemigos pequeños.
- Granadas

A diferencia del juego anterior, estas ahora se utilizan al igual que el resto de las armas del juego ( no como antes que con solo apretar A ya las podíamos lanzar). Igualmente siguen siendo muy útiles para destrabar secretos o derrotar grandes grupos de zombis. 
- Pistola o Hand Gun

Arma de fuego predeterminada. Tiene munición ilimitada. Es muy útil para disparos en la cabeza. Esta nunca se puede sacar de las 4 armas que utilizas en el juego, siempre tiene que estar. 
- Escopeta o Shotgun

Tiene mucho efecto en los disparos a corta distancia. Es muy útil para acabar con objetivos fuertes. Su lado malo es que tarda demasiado en cargar. 
- Ametralladora UZI

Hace muy poco daño, aunque es verdaderamente útil para hacer contraataques a los jefes. 
- Magnum

Perfecta en distancias cortas y largas. Dispara rápido, hace una buena cantidad de daño. Esencial para la lucha contra los jefes. Su única contra es que tiene poca munición. 
- Lanzacohetes o Rocket Launcher

Disparos potentes y perfectos contra enemigos persistentes. Lo malo es su poca cantidad de tiros y tardanza al cargar.
- Lanzagranadas o Grenade Launcher

Casi tan poderosa como el Lanzacohetes, la diferencia es que esta tiene más munición. Tienen el mismo uso que las granadas. 
- Ballesta o Bowgun

Esta arma lanza flechas a gran velocidad. Se puede hacer fuego rápido con ésta como si fuera una ametralladora. Sus disparos no hacen mucho daño.
- Cañón Linear

Es la mejor arma de todo el juego. Sus disparos son ilimitados, además de potentes. Es perfecta para destrabar secretos en los niveles. Lo malo de esta arma es que se calienta y hay que esperar unos segundos para volver a disparar. Para jugar en cualquier nivel con ésta hay que ganar el juego en la dificultad Difícil.